# Pokolj Latina
Pokolj Latina (talijanski: Massacro dei Latini; grčki: Σφαγή των Λατίνων) bio je veliki pokolj katolika od strane pravoslavnog stanovništva u Konstantinopolu, glavnom gradu Bizantskog Carstva, u svibnju 1182.
U to su vrijeme katolici dominirali trgovinom i financijskim sektorom u Konstantinopolu. Iako nema preciznih podataka, pretpostavlja se da je tada u Konstantinopolu živjelo oko 60 000 katolika koji su pobijeni ili izgnani. Đenovljani i Pižani su bili najviše desetkovani, a oko 4 000 preživjelih prodano je u ropstvo Turcima.
Pokolj Latina pogoršao je odnose između Katoličke i Pravoslavne Crkve.

## Pregled
U kasnom 11. stoljeću, talijanske gradovi-države, Venecija, Genova i Pisa, počele su se pojavljivati na Istoku. Prvi su stigli Mletci koji su uspjeli osigurati velike trgovinske koncesije koje im je dodijelio car Aleksije I. Komnen. Zbog proširenja mletačkih privilegija i bizantske pomorske nemoći, Mletci su uspostavili pomorski monopol i držali su Bizant u stisci.
Aleksijev unuk, Manuel I. Komnen, u želji da smanji mletački utjecaj, počeo je dokidati njihove privilegije, sklapajući sporazume s mletačkim takmacima, Genovom, Pisom i Amaflijem. Sukladno je i drugim talijanskim gradovima dopuštena uspostava četvrti u sjevernom dijelu Konstantinopola, prema Zlatnome rogu.
Dominacija talijanskih trgovaca izazvala je ekonomski i društveni preokret u Bizantu. Pospiješen je pad domaćih neovisnih trgovaca u korist izvoznika na veliko koji su se povezali sa zemljišnim plemstvom, koje je, s tim u svezi, nagomilalo velike posjede. Niži i srednji stalež u gradovima i selima, stvorivši percepciju arogantnih Talijana, zapali su u ogorčenost.
Vjerske razlike između Grka i Talijana, koji su jedni na druge gledali kao na šizmatike, također su doprinijele nelagodi. U više navrata su se Talijani pokazali samostalnima u odnosu na cara. Primjerice, 1162. Pižani i Mlečani su napali Đenovljane u Konstantinopolu i nanijeli im štetu. Car Manuel je izbacio Pižane i Đenovljane iz grada što je Mlečanima dalo slobodne ruke nad trgovinom u sljedećih nekoliko godina.
U ranome razdoblju 1171. Mletci su napali đenovljansku četvrt i uvelike je uništili. Car je uzvratio odmazdom naredivši masovna uhićenja Mletaka i zaplijenjenje njihove imovine. Mletačka pomorska flota u Egejskom moru bila je bezuspješna. Izravni napad na Bizant bio je nemoguć zbog jačine bizantskih snaga, pa su Mletci pristali na pregovore koje je car namijerno odugovlačio. Kako su se pregovori već produžili do zime, mletačka flota utaborila se kod otoka Hija, no s pojavom kuge bili su prisiljeni na povlačenje.
Mletačka Republika i Bizant bili su i dalje u ratnom stanju. Mletci su izbjegavali izravan sukob s Bizantom, no podržavali su bune Srba, opsijedanje Ancone, posljednjeg bizantskog uporišta u Italiji te su potpisali sporazum s Kraljevinom Sicilijom. Odnosi su postepeno normalizirani. Postoji dokaz sporazuma iz 1179., no puna uspostava odnosa postignuta je tek sredinom 1180-ih. Tijekom tog razdoblja, Pižani i Đenovljani su profitirali. Pretpostavlja se da je do 1180. u Konstantinopolu živjelo oko 60 000 katolika.